# البركة (مرسية)
البركة محلية تقع بالقرب من مدينة مرسية.